# Glen Innes
Glen Innes är en ort i Australien. Den ligger i kommunen Glen Innes Severn och delstaten New South Wales, i den sydöstra delen av landet, omkring 460 kilometer norr om delstatshuvudstaden Sydney.
Runt Glen Innes är det ganska glesbefolkat, med 38 invånare per kvadratkilometer.. Glen Innes är det största samhället i trakten. 
Trakten runt Glen Innes består till största delen av jordbruksmark. Genomsnittlig årsnederbörd är 1 024 millimeter. Den regnigaste månaden är januari, med i genomsnitt 182 mm nederbörd, och den torraste är oktober, med 31 mm nederbörd.